# Jatheli
Jatheli is een plaats in het district Doda van het Indiase unieterritorium Jammu en Kasjmir.

## Demografie
Volgens de volkstelling uit 2011 heeft Jatheli een populatie van 2.326, waarvan 1.165 mannen en 1.161 vrouwen. Onder hen waren 376 kinderen met een leeftijd tot 6 jaar. De plaats had in 2011 een alfabetiseringsgraad van 65,18%. Onder mannen bedroeg dit 77,62% en onder vrouwen 52,53%.